# Rumo (náutica)

Rumo e rota (de A para B)
1 – Norte verdadeiro
2 – Rumo verdadeiro, direção para onde aponta a nave
3 – Norte magnético - norte verdadeiro + declinação (6)
4 – Norte da agulha - norte verdadeiro + declinação (6) + desvio da agulha (5)
5 – Desvio da agulha, causado pelo campo magnético da nave
6 – Declinação magnética
7 – Rumo da agulha - sem correção de desvio nem declinação
8 – Rumo magnético - com correção de desvio e sem correcão de declinação
9, 10 – Efeitos de vento e correntes, que fazem o caminho diferente do rumo
A, B – Rota da nave

Rumo é a direção para a qual aponta o eixo longitudinal de uma embarcação (proa) ou aeronave, ou seja, o seu ângulo com uma direção de referência, normalmente a do norte (verdadeiro, cartográfico ou magnético). O rumo não é necessariamente a direção na qual a nave efetivamente se desloca (caminho) ou se pretende deslocar (rota), sendo a diferença entre o rumo e a rota chamada de abatimento e causada pelas correntes do meio, água ou ar, onde a nave se desloca.
O rumo verdadeiro  toma como referência o norte verdadeiro. O rumo magnético toma como referência o norte magnético, diferente do verdadeiro devido à declinação magnética. O rumo da agulha toma como referência o norte da agulha, que pode ser diferente do norte magnético devido ao desvio da agulha δ .
O rumo é medido em graus, de 0° a 360° no sentido dos ponteiros do relógio, na convenção da bússola (0° para Norte, 90° para Este), e é expresso com três dígitos, usando zeros a preceder o valor caso seja necessário (por exemplo, 058°).